# شرکت عمومی مسئولیت محدود
شرکت عمومی محدود (به انگلیسی: Public limited company) (به‌اختصار: PLC) گونه‌ای از شرکت سهامی عام (شرکت عمومی) است، که بر پایه قانون ثبت شرکت‌ها در بریتانیا، در حوزه‌های قضایی اتحادیه کشورهای مشترک‌المنافع و جمهوری ایرلند مورد استفاده قرار می‌گیرد.
این شرکت در عمل یک شرکت با مسئولیت محدود است، که می‌توان سهام آن را به صورت آزاد به‌فروش رساند یا به صورت عمومی واگذار نمود، همچنین یک شرکت عمومی محدود دیگر، می‌تواند سهام پی‌ال‌سی دیگر را نیز به صورت خصوصی تحت کنترل خود قرار دهد.
یک شرکت عمومی محدود، باید دارای حداقل ۵۰٫۰۰۰ پوند سرمایه باشد، همچنین باید نام لاتین پی‌ال‌سی (PLC) را نیز، به نشان یک شرکت عمومی محدود، در انتهای نام خود ثبت نماید.